# Koszary przy ul. Podgórskiej w Toruniu
Koszary przy ul. Podgórskiej w Toruniu – zespół koszar znajdujący się przy ul. Podgórskiej na Rudaku w Toruniu. Budowa koszar rozpoczęła się w 1888 roku. W tym okresie postawiono szachulcowe bloki. Następne budynki zbudowano w latach 1904 i 1909. Kompleks był przeznaczony dla artylerzystów. Do 1920 roku w koszarach stacjonowały wojska niemieckie. Po powrocie Torunia do Polski mieścił się tu ośrodek szkolenia artylerzystów. Budynki mieszkalne w zespole koszar figurują w gminnej ewidencji zabytków (nr 2525–2528).